# Allocormodes maynei
Allocormodes maynei là một loài côn trùng trong họ Ascalaphidae thuộc bộ Neuroptera. Loài này được Navás miêu tả năm 1925.